# Wapen van Steenderen

Het wapen van Steenderen toont het sprekend wapen van de voormalige gemeente Steenderen met op een zilveren schild een afbeelding van zeven blauwe stenen. De omschrijving luidt:
"Van zilver, beladen van onderen met blauwe keistenen."

## Geschiedenis
Volgens het wapendiploma uit 1818 werd de gemeente bevestigd met dit wapen, hetgeen er op duidt dat de gemeente het wapen al eerder voerde. Uit de archieven blijkt echter dat hier geen sprake van kan zijn. Wel bestond er een koperen stempel uit circa 1796 die vervaardigd werd ten behoeve van de toenmalige municipaliteit Steenderen. De afbeelding op dat stempel toonde een luchtig geklede vrijheidsmaagd met attributen, voorzien van het randschrift: "Municipaliteit van Steenderen".
Tijdens de wapenaanvraag in 1815 had burgemeester H.W. Rasch het volgende verklaard: "...dat voor deze gemeente geen wapens of cachetten bestaan hebben en dat ten aanzien van de Heerlijkheid Bronkhorst, thans nog een gedeelte van deze gemeente uitmakende, geen afzonderlijk wapen of cachet bestaan heeft, zijnde het wapen dat van de heerlijkheid was, een familiewapen van de voormalige heren en graven van Limburg Bronkhorst Stirum..." De burgemeester had nog wel verzocht aan de familie van Limburg Stirum een tekening en beschrijving van het wapen op te sturen met de bedoeling een wapen van het geslacht Bronkhorst te gebruiken. Veel belang stelde de burgemeester overigens niet in de wapenaanvraag. Aan het einde van dat jaar gaf hij opdracht een stempel te laten vervaardigen voorzien van de tekst: "Gemeente Steenderen". Een jaar later antwoordde hij aan de Hoge Raad van Adel dat zijn gemeente geen wapen voerde maar een stempel gebruikte. Mogelijk heeft de burgemeester zelf samen met de vice-burgemeester H. Addink (kroniekschrijver van Steenderen} een ontwerp gemaakt en dat naar de Hoge Raad verzonden. Onbekend is waarom uiteindelijk het wapen van Bronkhorst buiten beschouwing werd gelaten. Ook onbekend is waarom een aantal van zeven stenen werd gekozen. Hoewel gespeculeerd wordt, dat dit aantal zou corresponderen met het aantal kastelen op het Steenderense grondgebied.
Aalst · 
Ammerzoden · 
Angerlo · 
Appeltern · 
Batenburg · 
Beesd · 
Beltrum · 
Bemmel · 
Bergharen · 
Bergh · 
Beusichem · 
Borculo · 
Brakel · 
Buurmalsen · 
Deil · 
Didam · 
Dinxperlo · 
Dodewaard ·
Doornspijk ·
Dreumel ·
Driel ·
Echteld ·
Eibergen ·
Elst ·
Est en Opijnen ·
Everdingen ·
Ewijk ·
Gameren ·
Geesteren · 
Geldermalsen · 
Gendringen · 
Gendt ·
Groenlo ·
Groesbeek ·  
Haaften ·
Hedel ·
's-Heerenberg ·
Heerewaarden ·
Hemmen ·
Hengelo ·
Herwen en Aerdt ·
Herwijnen ·
Heteren ·
Heukelum ·
Hoevelaken ·
Horssen ·
Huissen ·
Hummelo en Keppel ·
Hurwenen  ·
Kerkwijk ·
Keppel ·
Kesteren ·
Laren · 
Lichtenvoorde ·
Lienden ·
Lingewaal · 
Maurik ·
Millingen aan de Rijn ·
Nederhemert ·
Neede ·
Neerijnen ·
Netterden ·
Niftrik ·
Nijbroek ·
Ophemert ·
Overasselt ·
Pannerden ·
Poederoijen · 
Renkum ·
Rijnwaarden ·
Rossum ·
Ruurlo ·
Steenderen ·
Terborg ·
Twello ·
Ubbergen ·
Valburg ·
Varik ·
Vorden ·
Vuren ·
Waardenburg ·
Wadenoijen ·
Wamel ·
Wehl ·   
Warnsveld ·
Wisch ·
Zeddam ·
Zelhem ·
Zoelen ·
Zuilichem 

Dorps-, heerlijkheids- en stadswapens: 

Acquoy 
· Baak 
· Barlham 
· Bredevoort 
· Doreweerd 
· Elden
· Enspijk 
· Gellicum 
· Groessen 
· Hakfort 
· Hellouw 
· IJzendoorn 
· Kell  
· Lede en Oudewaard 
· Lichtenberg 
· Loil 
· Maasbommel 
· Meijnerswijk 
· Meteren 
· Middagten 
· Rhenoy 
. Rumpt
· Tricht 
· Verwolde 
· Wildenborch